# Museo de Historia de Aduanas de Azerbaiyán
El Museo de Historia de Aduanas de Azerbaiyán es un museo del Comité de Aduanas del Estado de la República de Azerbaiyán, ubicado en Bakú, capital de Azerbaiyán.

## Historia
El museo fue establecido por el Comité de Aduanas del Estado de la República de Azerbaiyán el 23 de marzo de 2006, con la orden núm. 034. El trabajo para el establecimiento del Museo de Historia de Aduanas de Azerbaiyán se completó en la víspera del 15 aniversario del Comité de Aduanas del Estado de la República de Azerbaiyán. El 27 de enero de 2007, se abrió una sección del Museo de Historia de Aduanas, la unión de "Azerterminalcomplex".
En 2008, el Museo fue aceptado en el Comité Nacional de Azerbaiyán del Consejo Internacional de Museos. Desde septiembre de 2008, el museo es miembro de la Asociación Internacional de Museos de Aduanas. En 2010, la sección "Azerterminalcomplex" se transformó en una rama del Museo de Historia de Aduanas. Después de la confirmación del Ministerio de Cultura y Turismo de Azerbaiyán , la sucursal del museo obtuvo su propio fondo y exposición permanente.

## Colección
La mayor parte de la colección del museo está organizada de bienes culturales, científicos, históricos y artísticos culturales incautados por funcionarios de aduanas y confiscados por las autoridades judiciales. De vez en cuando, la mayoría de estos ejemplos de arte han sido donados a museos, instituciones científicas y organizaciones religiosas, iglesias y mezquitas en Bakú. Las exhibiciones del Museo de Aduanas se exhiben principalmente en países de la Unión Europea.
La colección del museo está ampliamente enfocada tanto en aspectos temáticos como regionales. Consiste principalmente en documentos y fotografías que reflejan la historia de las costumbres, así como en obras de arte creadas por varios maestros. La exposición del museo abarca diferentes períodos, así como exhibiciones exportadas por el contrabando desde Azerbaiyán. El museo, que exhibe varios artículos antiguos y otras obras de valor histórico y artístico, es evidencia de la lucha contra el contrabando de funcionarios de aduanas y sirve como un signo de observancia de los intereses nacionales y los valores morales. Hasta 2006, los funcionarios de aduanas estaban transfiriendo todos los objetos de arte confiscados a los museos. Más tarde comenzaron a sistematizar las antigüedades encontradas, que se intentaron exportar al extranjero.
La colección de la sucursal del Museo de Historia de Aduanas tiene un moderno departamento de bellas artes representado por pintura, escultura, arte y artesanía. Se conservan las primeras excavaciones del milenio, alfombras, esculturas orientales, artículos de cobre, monedas antiguas, iconos antiguos y antiguos, joyas, armas de fuego, armas de los siglos XVII y XIX, copias del Corán y de la Biblia, que fueron confiscadas al tratar de ser exportadas desde Azerbaiyán. Este departamento fue creado por los esfuerzos conjuntos del museo y la Unión de Artistas de Azerbaiyán.
El Museo de Historia de Aduanas de Azerbaiyán exhibe libros históricos y religiosos confiscados, íconos, otros objetos religiosos y objetos históricos y culturales que han sido confiscados hasta hoy. Por primera vez, el Comité de Aduanas del Estado estableció un museo en 1999 para la transferencia de libros e íconos religiosos confiscados por las autoridades aduaneras de Azerbaiyán a las asambleas religiosas pertinentes.

## Filatelia
A continuación se muestra una galería de sellos postales que representan las exposiciones del Museo de Historia de Aduanas de Azerbaiyán:

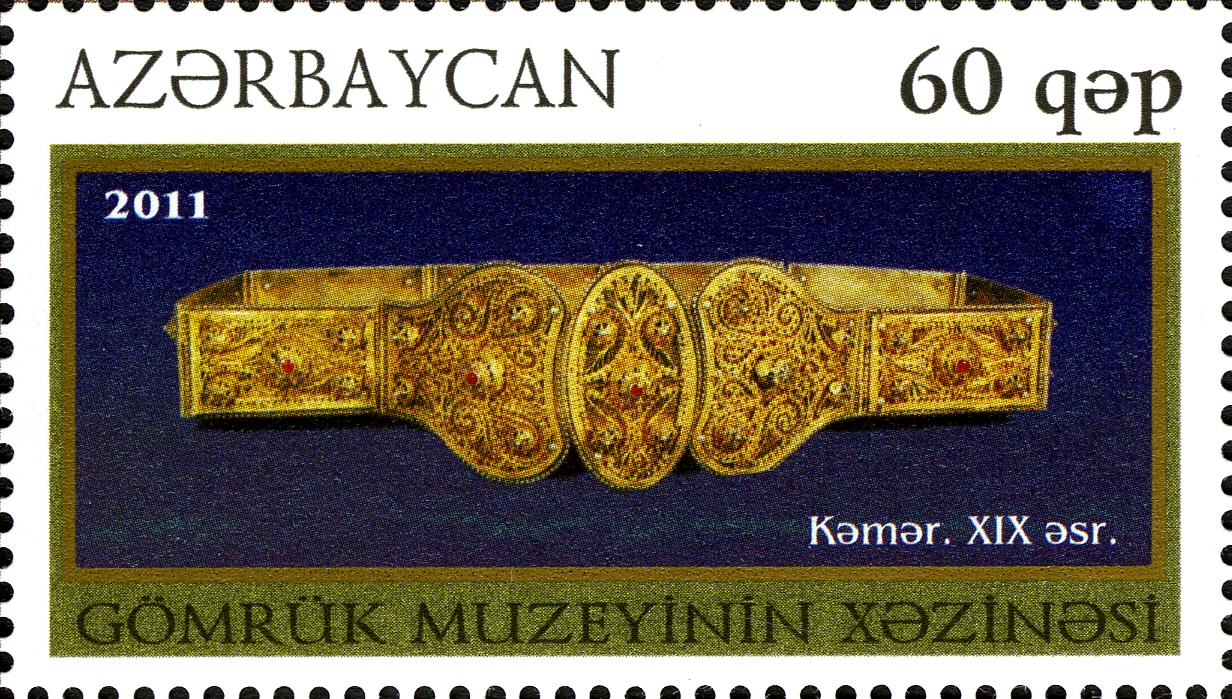
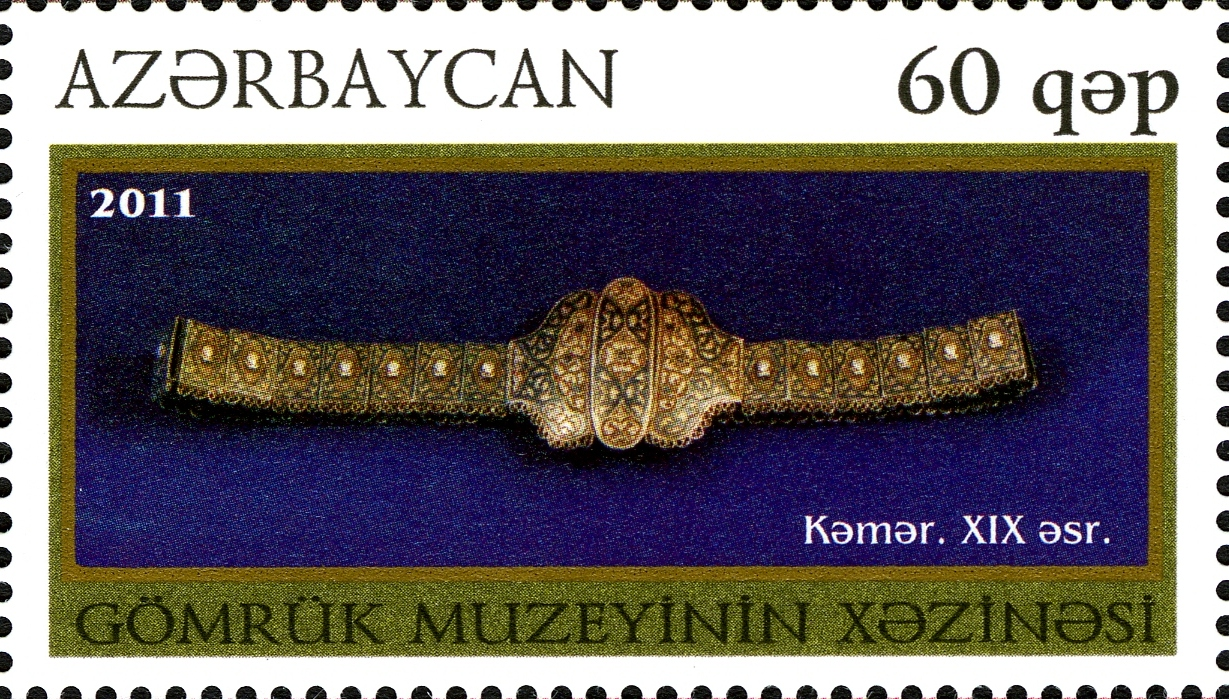
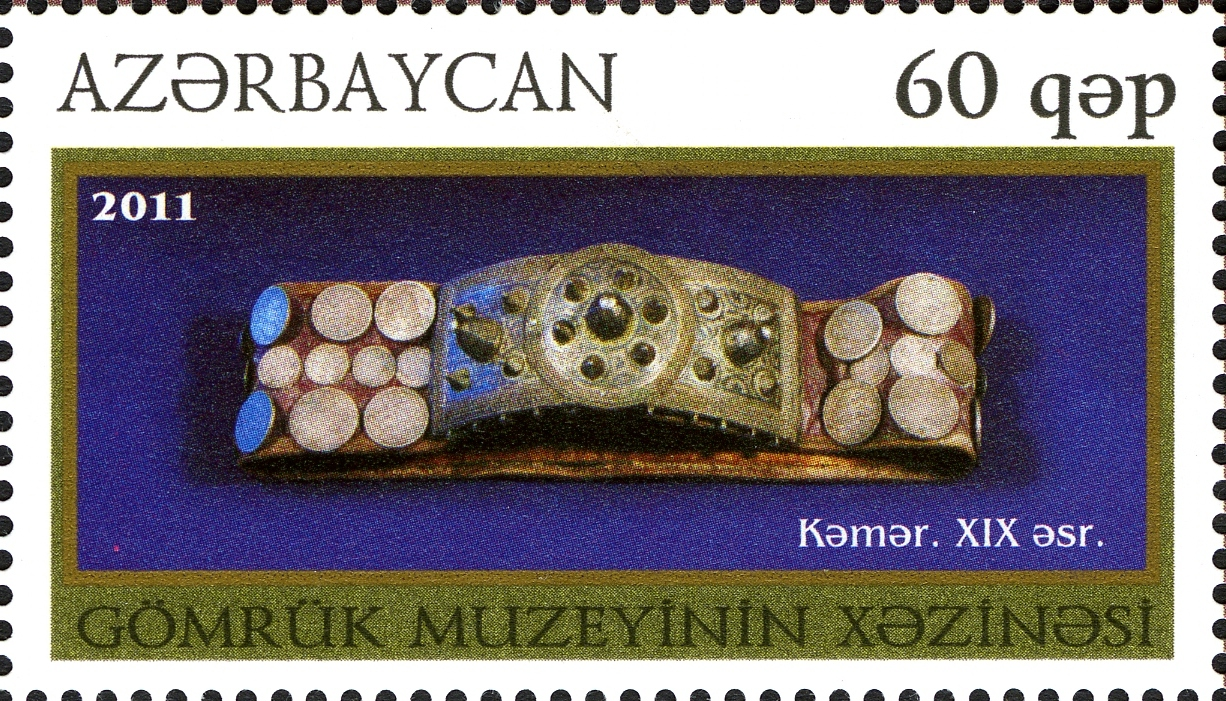
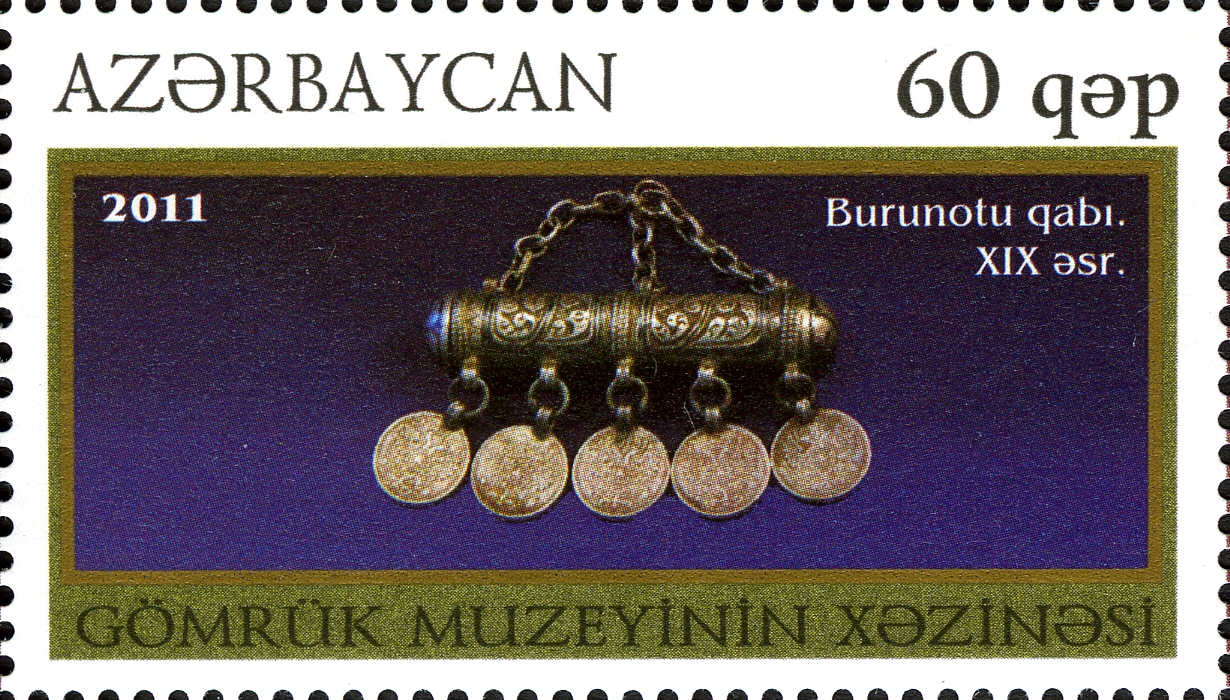
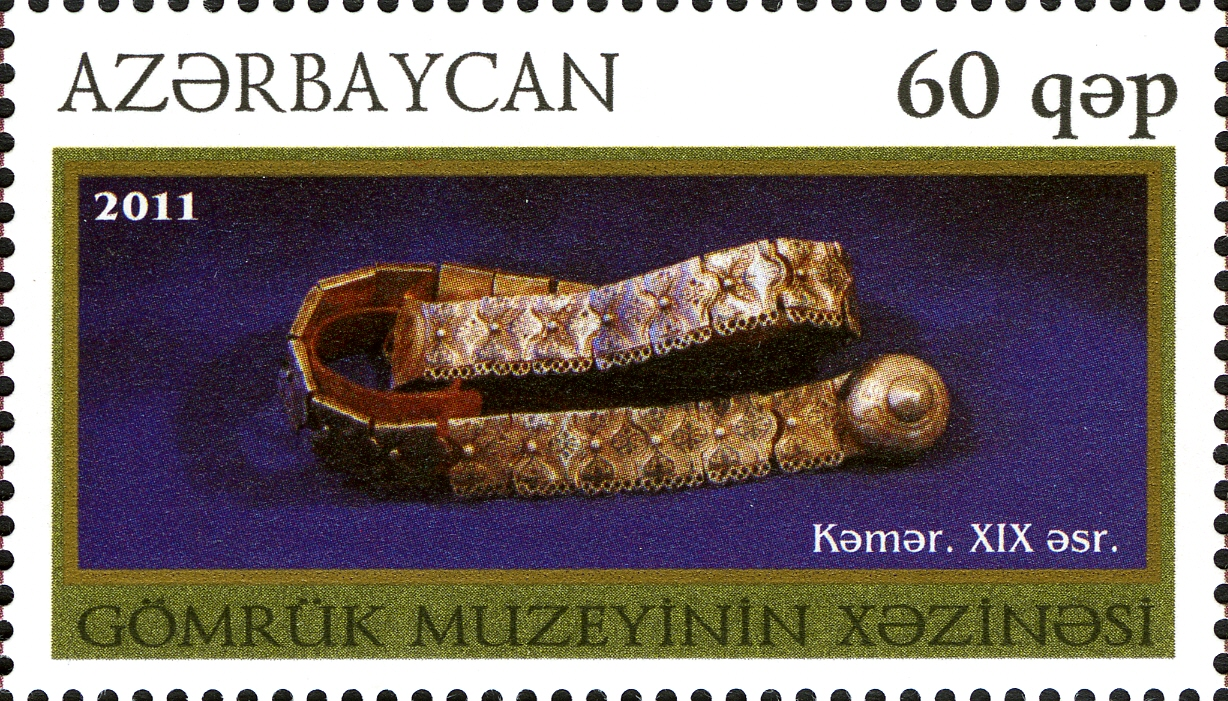
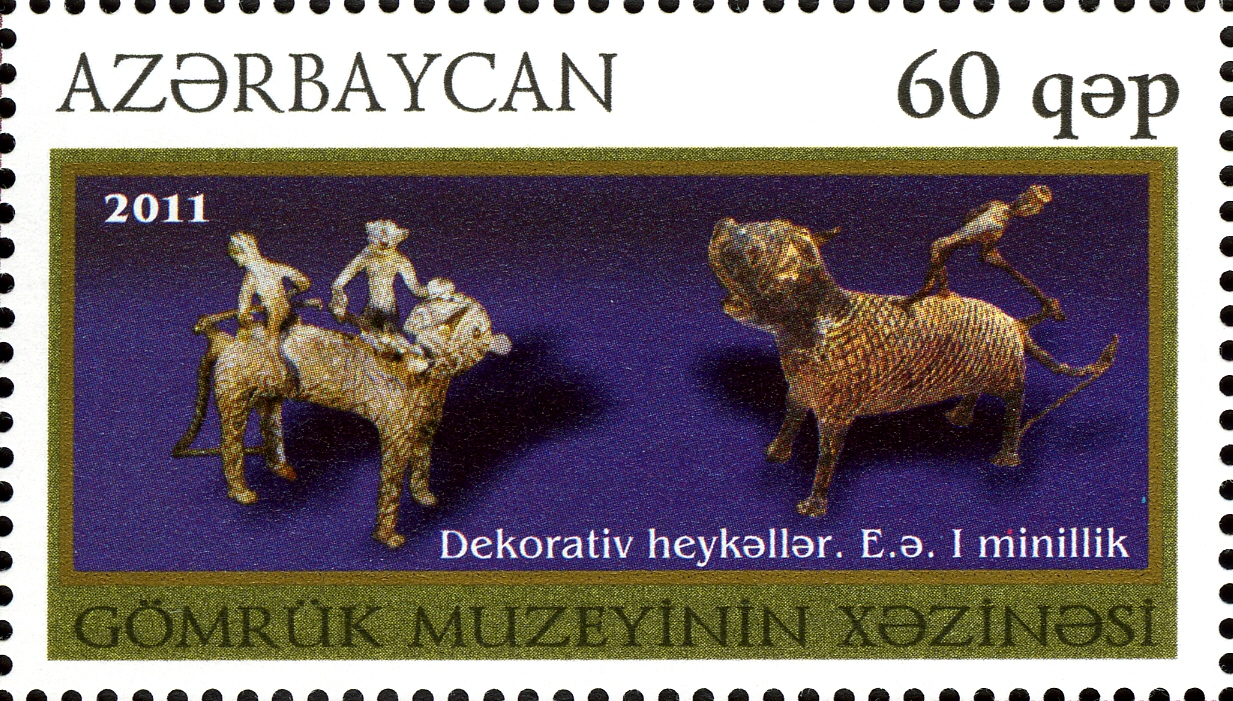
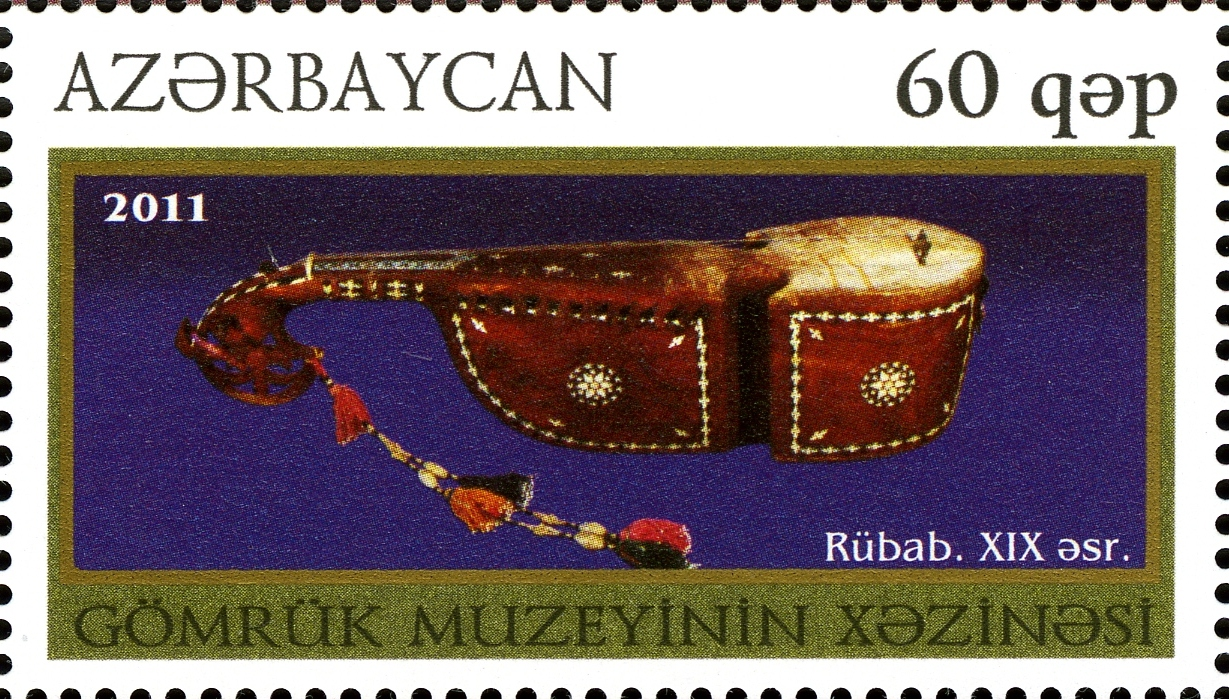
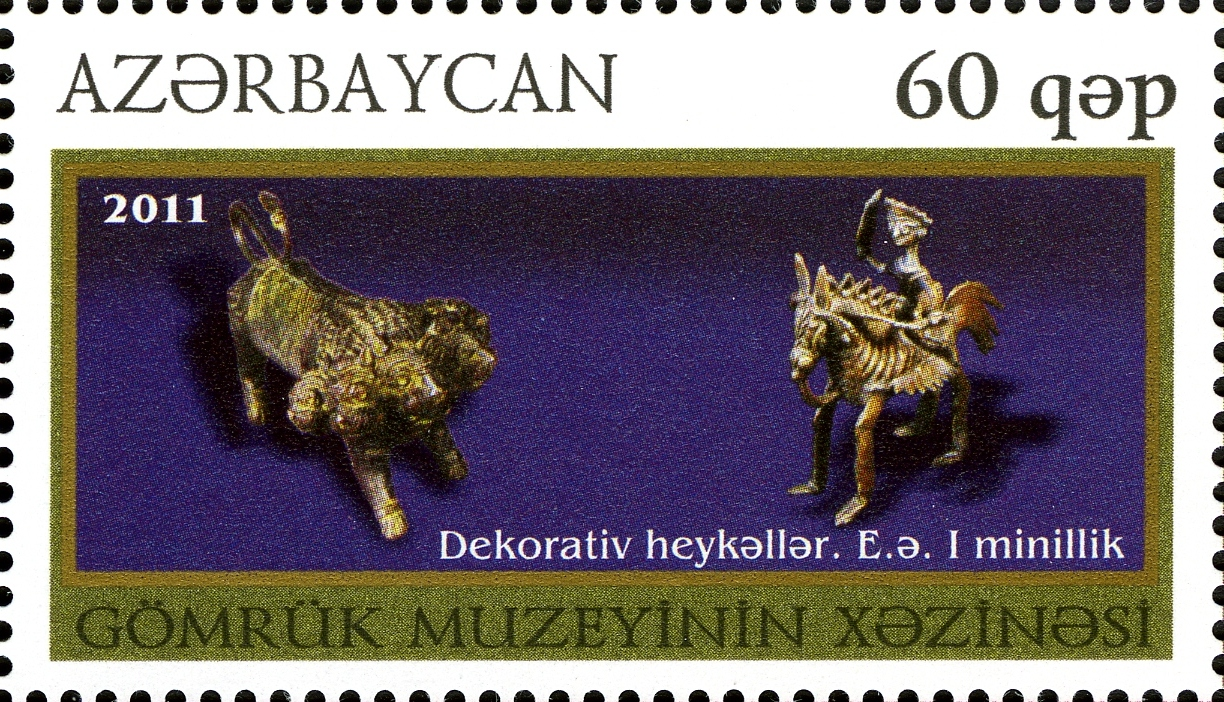

Exhibits of the customs museum depicted on postage stamps
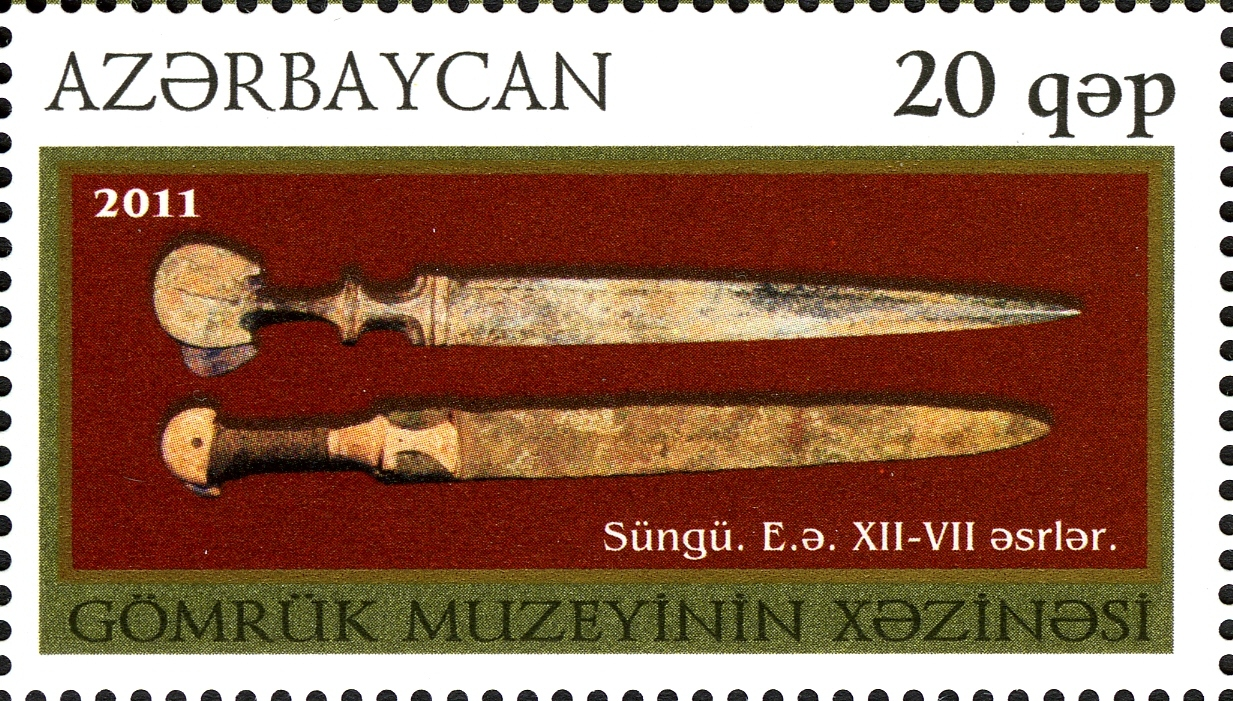
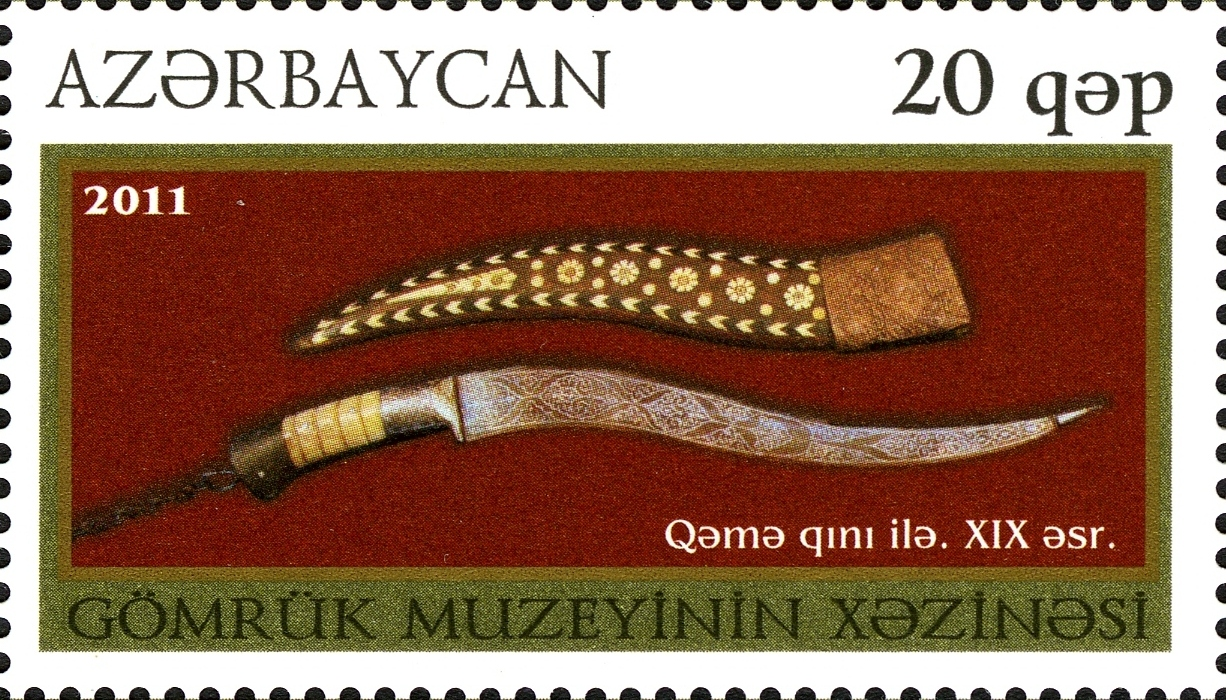
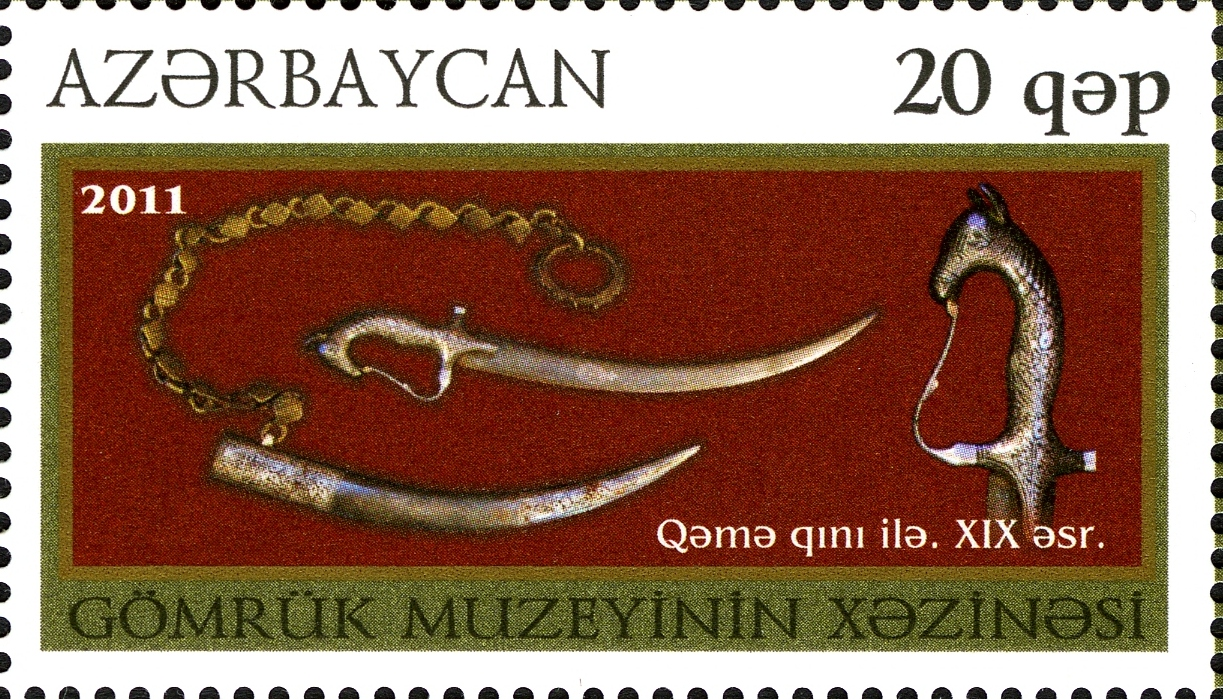
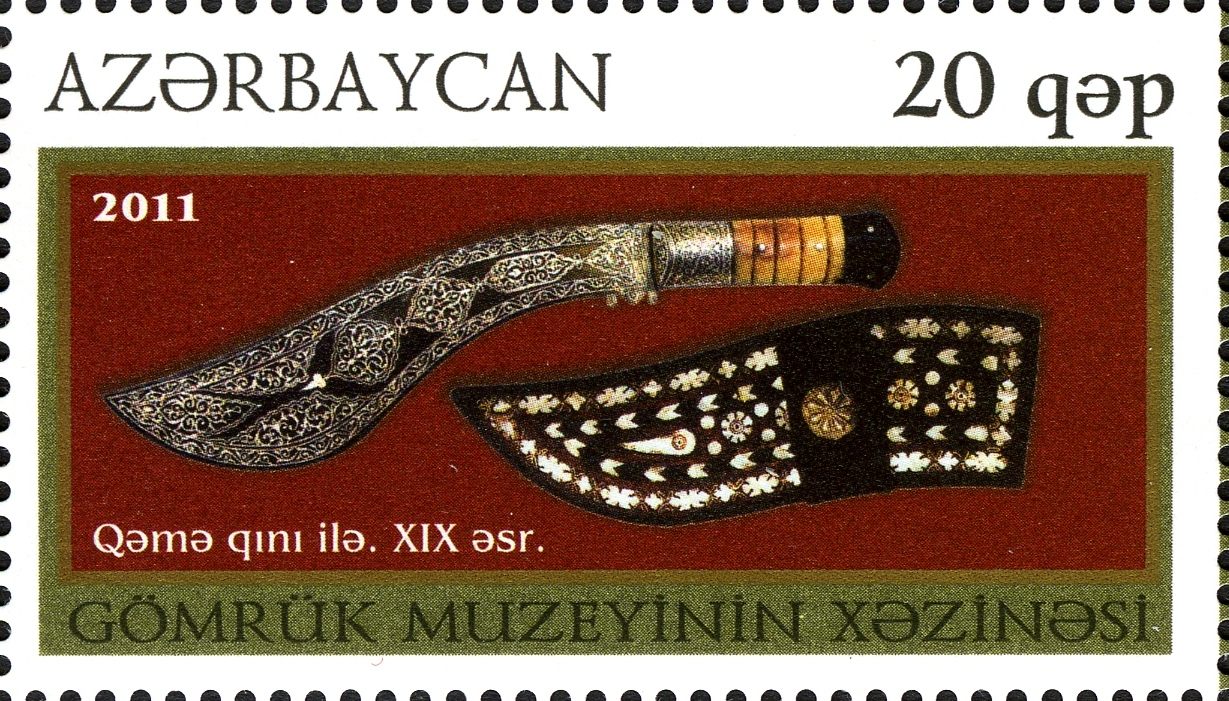
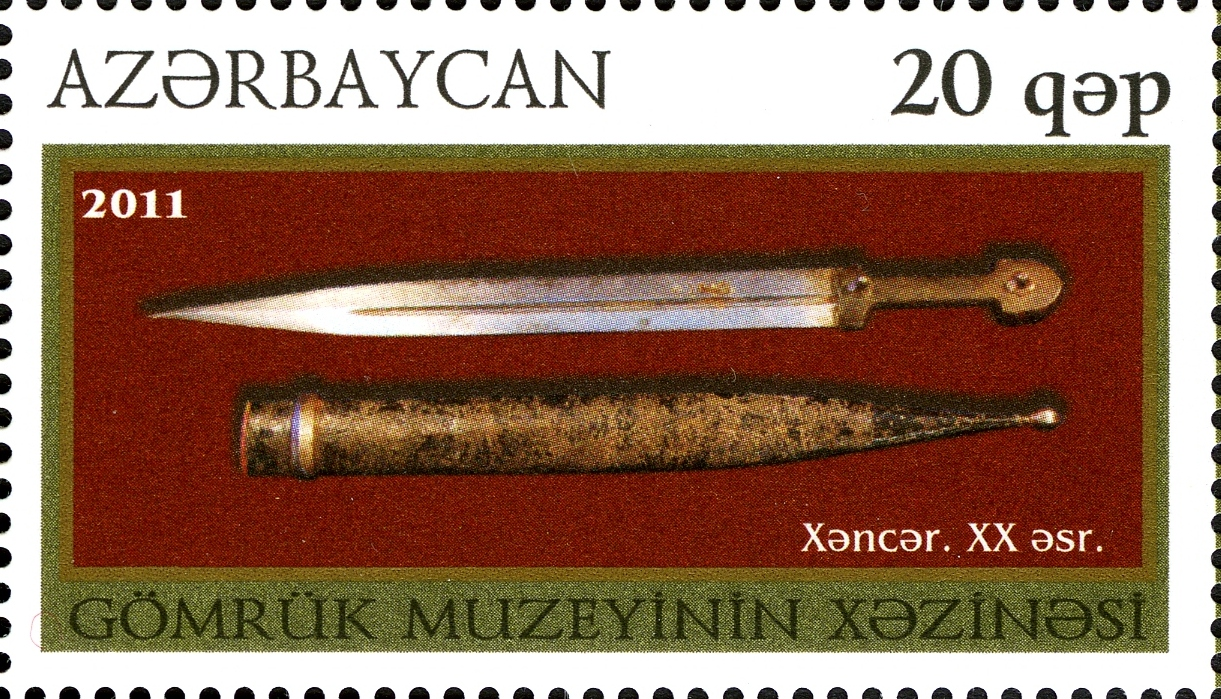
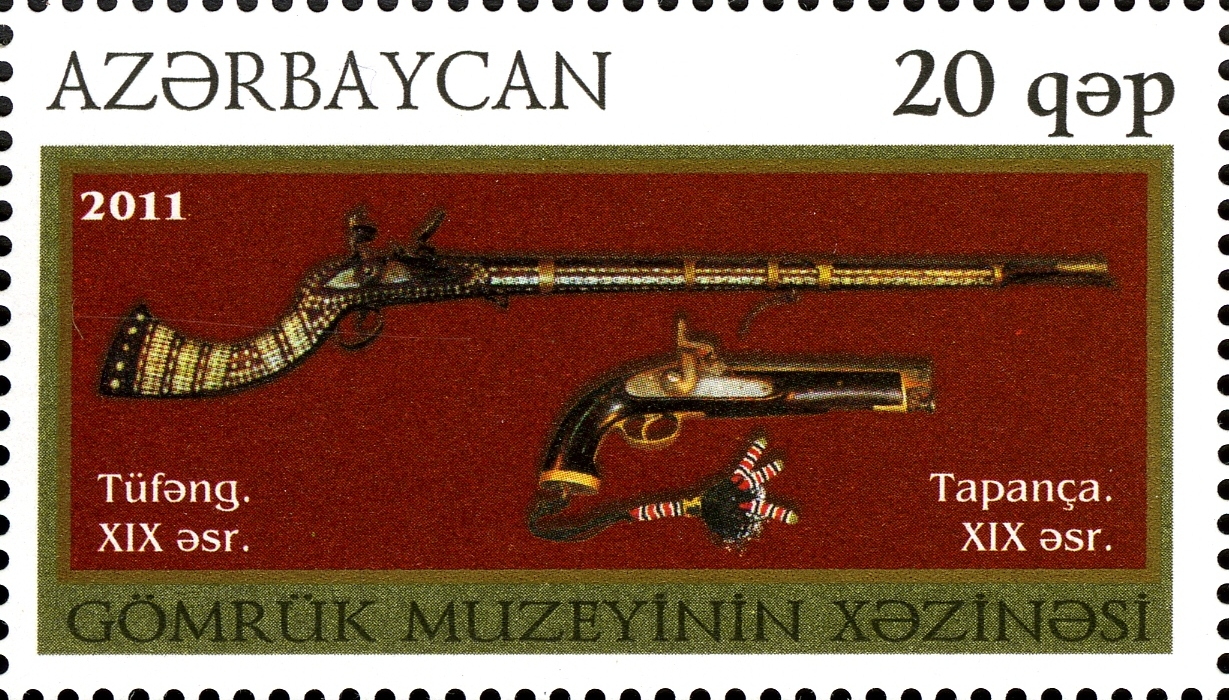
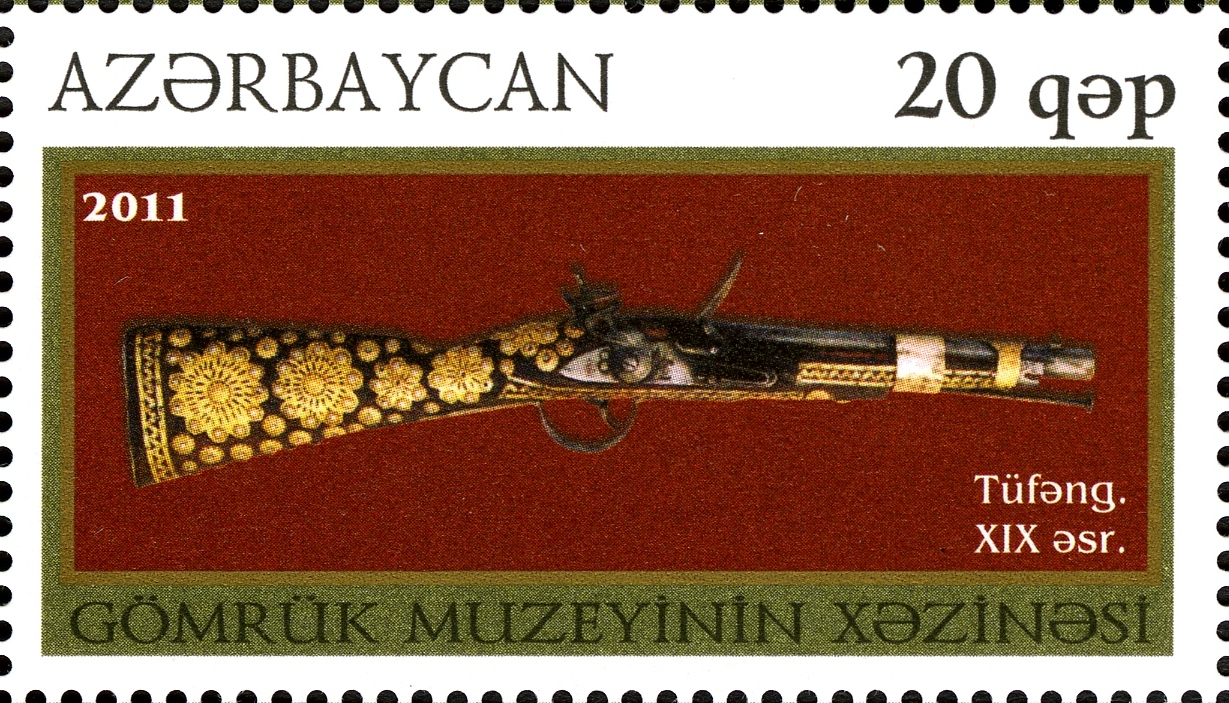
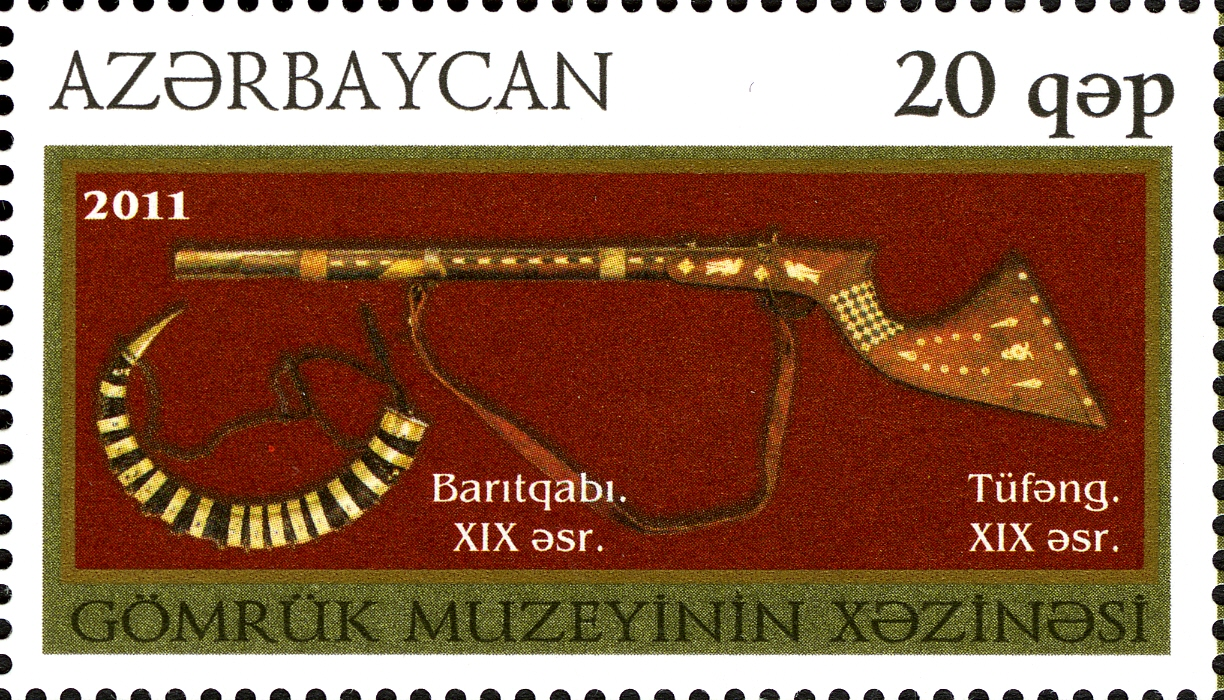